# 萊泰涅區

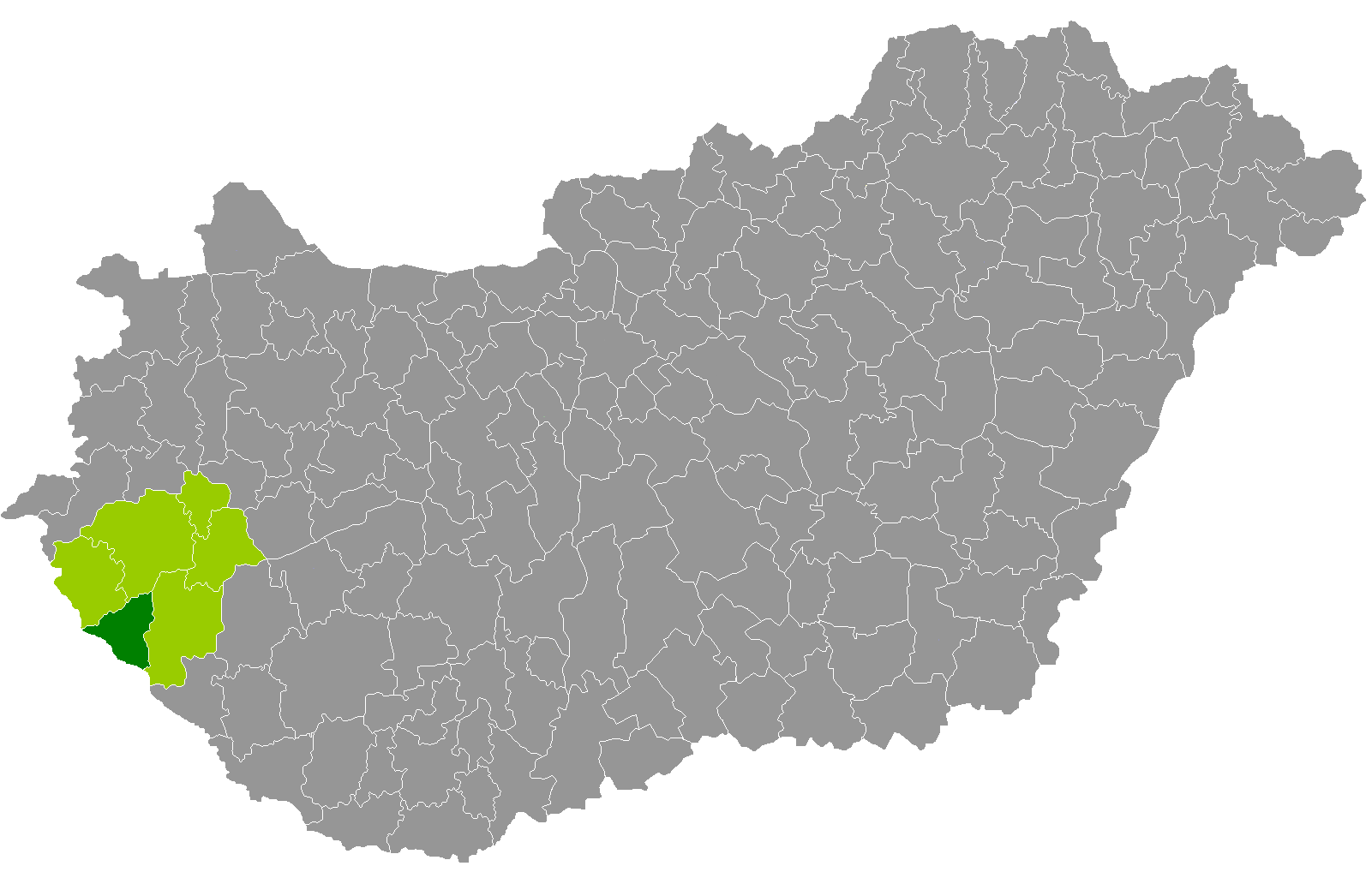

萊泰涅區（匈牙利語：Letenyei járás），是匈牙利佐洛州的一個區，位於該國西部，区府設於萊泰涅，面積389平方公里，2011年人口16,410，人口密度每平方公里42人。

## 市镇
萊泰涅區包含一个城镇和26个村庄。